# Станислав Петров
Станислав Евграфович Петров (на руски: Станисла́в Евгра́фович Петро́в) е съветски офицер в оставка, който на 26 септември 1983 година предотвратява потенциална ядрена война, след като приема, че предупреждението за ракетно нападение от страна на САЩ е фалшиво и не изпълнява предписанията за ответна реакция.
Според няколко източници решението изиграва съществена роля в предотвратяването на внезапен ответен ядрен удар по САЩ. Проведените експертизи на спътниковата система за ранно предупреждение разкриват, че тя е била повредена.
Инцидентът довежда до едно от най-напрегнатите решения на световните ядрени сили от годините на Студената война, които се взимат в последната минута и от хора, които не принадлежат към висшия команден състав.
В нощта на 26 септември 1983 година подполковник Станислав Петров е оперативен дежурен в команден пункт Серпухов-15, намиращ се недалеч от Москва. В това време Студената война е в своя пик – три и половина седмици преди това е свален южнокорейски Боинг 747.
В командния пункт постъпва съобщение от приетата на въоръжение преди една година космическа система за ранно предупреждение. В случай на нападение незабавно трябвало да се уведоми ръководството на страната и да се вземе решение за ответен удар. Все пак анализирайки информацията – съобщението давало информация за няколко пуска на ракети от една точка, подполковник Петров взема решение, че това е лъжливо сработване на системата.
Последвалото разследване установило, че причината е задействане на датчиците от слънчева светлина, отразила се в облаците. По-късно в космическата система се правят промени, позволяващи да се изключи тази ситуация.
Заради военната тайна и политически съображения действията на подполковник Петров стават известни на широката общественост едва през 1998 година. На 19 януари 2006 г. в щаб-квартирата на ООН в Ню Йорк на Станислав Петров е връчена специална награда на международната обществена организация „Асоциация на гражданите на света“. Наградата представлява кристална статуетка „Ръка, държаща земното кълбо“ с надпис „На човека, който предотврати ядрената война“.